# 塔旺·維拉強
塔旺·維拉強（英語：Thaworn Wiratchant，1966年12月28日—），泰國職業高爾夫球手，是亞洲巡迴賽中奪冠次數最多的球員，贏過18次冠軍。

## 外部連結
- 塔旺·維拉強在歐洲巡迴賽官方網站
- 塔旺·維拉強在男子高爾夫世界排名的官方網站